# Beautot
Beautot est une commune française située dans le département de la Seine-Maritime en région Normandie.

## Géographie

### Localisation
| Gueutteville         | Varneville-Bretteville |                      |
|                      | Beautot                | La Houssaye-Béranger |
| Saint-Ouen-du-Breuil |                        | Le Bocasse           |

### Hydrographie
La commune est située dans le bassin Seine-Normandie. Elle n'est drainée par aucun cours d'eau,.

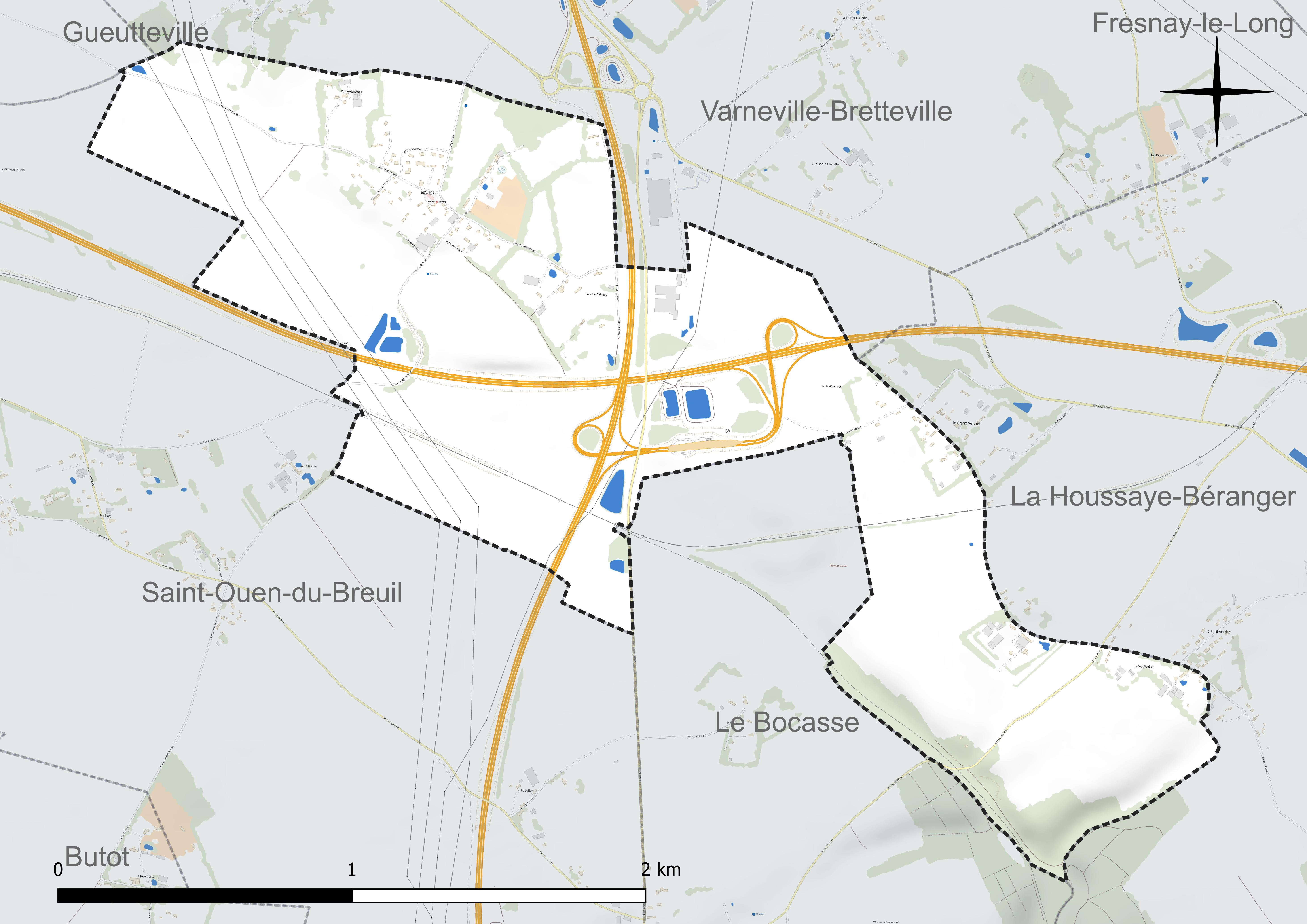
Réseau hydrographique de Beautot.

### Climat
Pour des articles plus généraux, voir Climat de la Normandie et Climat de la Seine-Maritime.
En 2010, le climat de la commune est de type climat océanique altéré, selon une étude du CNRS s'appuyant sur une série de données couvrant la période 1971-2000. En 2020, Météo-France publie une typologie des climats de la France métropolitaine dans laquelle la commune est exposée à un climat océanique et est dans la région climatique Côtes de la Manche orientale, caractérisée par un faible ensoleillement (1 550 h/an) ; forte humidité de l’air (plus de 20 h/jour avec humidité relative > 80 % en hiver), vents forts fréquents. Parallèlement le GIEC normand, un groupe régional d’experts sur le climat, différencie quant à lui, dans une étude de 2020, trois grands types de climats pour la région Normandie, nuancés à une échelle plus fine par les facteurs géographiques locaux. La commune est, selon ce zonage, exposée à un « climat maritime », correspondant au Pays de Caux, frais, humide et pluvieux, légèrement plus frais que dans le Cotentin.
Pour la période 1971-2000, la température annuelle moyenne est de 10 °C, avec une amplitude thermique annuelle de 14,1 °C. Le cumul annuel moyen de précipitations est de 930 mm, avec 13,6 jours de précipitations en janvier et 8,8 jours en juillet. Pour la période 1991-2020, la température moyenne annuelle observée sur la station météorologique la plus proche, située sur la commune d'Ectot-lès-Baons à 16 km à vol d'oiseau, est de 10,8 °C et le cumul annuel moyen de précipitations est de 905,5 mm,. Pour l'avenir, les paramètres climatiques de la commune estimés pour 2050 selon différents scénarios d'émission de gaz à effet de serre sont consultables sur un site dédié publié par Météo-France en novembre 2022.

## Urbanisme

### Typologie
Au 1er janvier 2024, Beautot est catégorisée commune rurale à habitat dispersé, selon la nouvelle grille communale de densité à sept niveaux définie par l'Insee en 2022.
Elle est située hors unité urbaine. Par ailleurs la commune fait partie de l'aire d'attraction de Rouen, dont elle est une commune de la couronne,. Cette aire, qui regroupe 317 communes, est catégorisée dans les aires de 200 000 à moins de 700 000 habitants,.

### Occupation des sols
L'occupation des sols de la commune, telle qu'elle ressort de la base de données européenne d’occupation biophysique des sols Corine Land Cover (CLC), est marquée par l'importance des territoires agricoles (95,6 % en 2018), une proportion identique à celle de 1990 (95,6 %). La répartition détaillée en 2018 est la suivante : 
terres arables (71,2 %), prairies (24,4 %), forêts (4,4 %). L'évolution de l’occupation des sols de la commune et de ses infrastructures peut être observée sur les différentes représentations cartographiques du territoire : la carte de Cassini (XVIIIe siècle), la carte d'état-major (1820-1866) et les cartes ou photos aériennes de l'IGN pour la période actuelle (1950 à aujourd'hui).

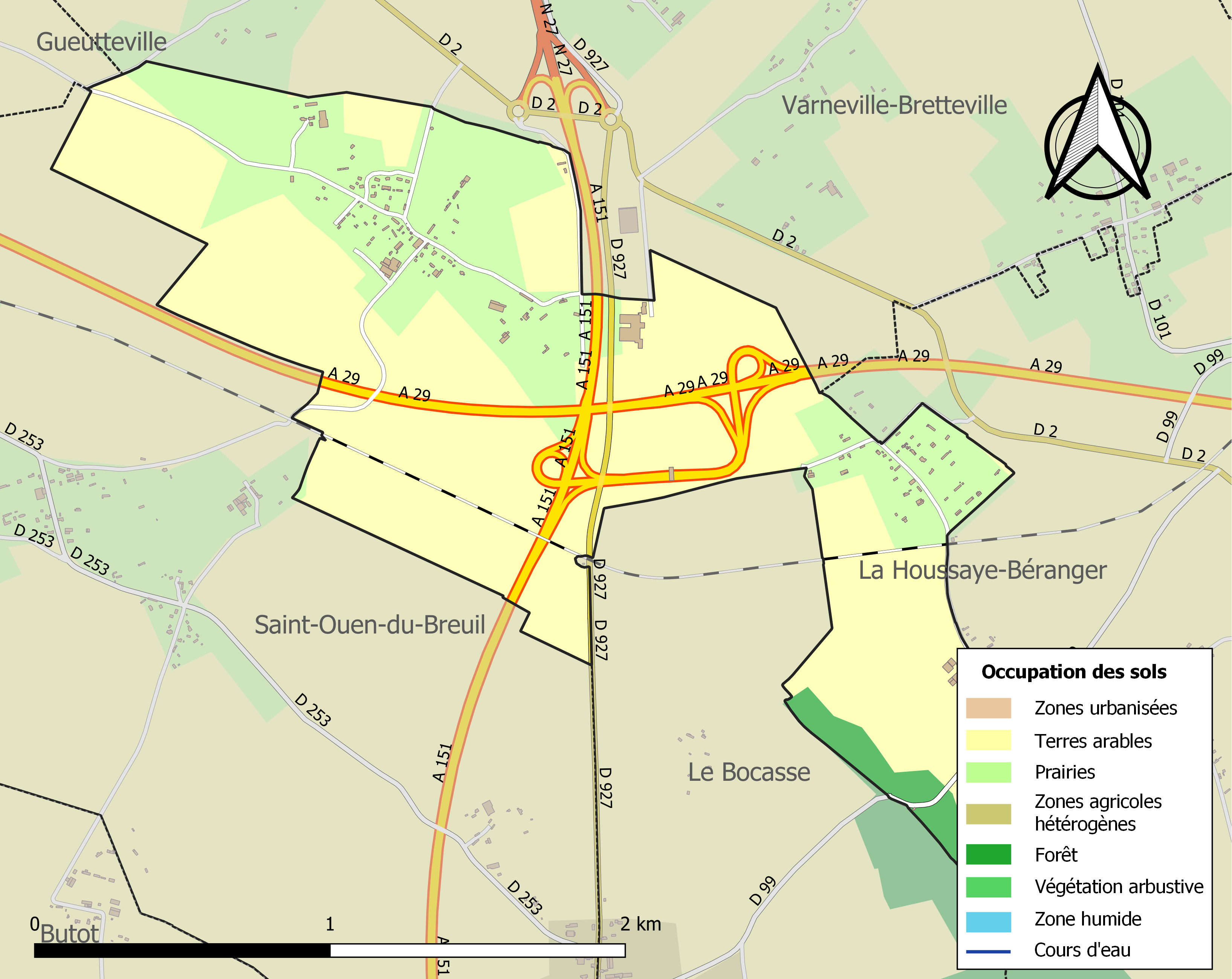
Carte des infrastructures et de l'occupation des sols de la commune en 2018 (CLC).

## Toponymie
Le nom de la localité est attesté sous les formes Baldretoth vers 1025; Baudritot en 1203; Baudretot en 1210; Bautot en 1801.
Il s'agit d'une formation toponymique médiévale en -tot, appellatif issu de l'ancien scandinave topt, toft « pièce de terre avec habitation, domaine rural »,.
La plupart des auteurs ont vu dans le premier élément Beau- un anthroponyme,,,.
Il existe plusieurs hypothèses destinées à interpréter l'élément Beau-, soit le nom de personne vieux norrois Baldrekr; soit anglo-saxon Baldhere,, soit germanique continental Baltherus (comprendre Balther).
L'anthoponyme Baldhere se retrouverait dans Baudretot (Manche, Virandeville, Baudretot 1753 - 1785), Baudreville (Manche, Baudrevilla vers 1150) et dans les noms de lieux anglais Balderton; Baldersby, etc.
Remarques : pour justifier la leçon Baldrekr, on devrait trouver la trace de l'élément -rekr dans les formes anciennes, ce qui n'est pas le cas et rend hypothétique cette identification. Même chose pour Balther[us], car aucune forme ancienne n'indique le passage de [t] à [d] (*Balter- > *Balder-) cf. Autretot (Seine-Maritime, Altretot 1219) dans lequel *Alter- n'est pas passé à *Alder-. En outre, rares sont les toponymes en -tot composés avec un nom de personne issu du germanique continental, y compris les plus fréquents.

## Politique et administration
| Période                                  | Période                    | Identité             | Étiquette | Qualité                        |
| ---------------------------------------- | -------------------------- | -------------------- | --------- | ------------------------------ |
| Les données manquantes sont à compléter. |                            |                      |           |                                |
| 1899                                     |                            | Justin Lemarchand    |           |                                |
| 1904                                     | 1926                       | Charles Prevel       |           |                                |
| 1927                                     | 1929                       | Carpentier           |           |                                |
| mars 2001                                | En cours (au 10 août 2020) | Jean-François Duclos |           | Réélu pour le mandat 2020-2026 |

## Démographie
L'évolution du nombre d'habitants est connue à travers les recensements de la population effectués dans la commune depuis 1793. Pour les communes de moins de 10 000 habitants, une enquête de recensement portant sur toute la population est réalisée tous les cinq ans, les populations de référence des années intermédiaires étant quant à elles estimées par interpolation ou extrapolation. Pour la commune, le premier recensement exhaustif entrant dans le cadre du nouveau dispositif a été réalisé en 2007.

En 2022, la commune comptait 155 habitants, en évolution de +10,71 % par rapport à 2016 (Seine-Maritime : +0,35 %, France hors Mayotte : +2,11 %).
| 1793 | 1800 | 1806 | 1821 | 1831 | 1836 | 1841 | 1846 | 1851 |
| ---- | ---- | ---- | ---- | ---- | ---- | ---- | ---- | ---- |
| 240  | 268  | 257  | 243  | 269  | 267  | 236  | 253  | 212  |

| 1856 | 1861 | 1866 | 1872 | 1876 | 1881 | 1886 | 1891 | 1896 |
| ---- | ---- | ---- | ---- | ---- | ---- | ---- | ---- | ---- |
| 209  | 195  | 197  | 165  | 168  | 203  | 175  | 177  | 159  |

| 1901 | 1906 | 1911 | 1921 | 1926 | 1931 | 1936 | 1946 | 1954 |
| ---- | ---- | ---- | ---- | ---- | ---- | ---- | ---- | ---- |
| 165  | 164  | 158  | 139  | 143  | 150  | 137  | 128  | 115  |

| 1962 | 1968 | 1975 | 1982 | 1990 | 1999 | 2006 | 2007 | 2012 |
| ---- | ---- | ---- | ---- | ---- | ---- | ---- | ---- | ---- |
| 109  | 121  | 120  | 112  | 118  | 106  | 114  | 115  | 121  |

| 2017 | 2022 | - | - | - | - | - | - | - |
| ---- | ---- | - | - | - | - | - | - | - |
| 147  | 155  | - | - | - | - | - | - | - |

## Culture locale et patrimoine

### Lieux et monuments
- Église Saint-André.

### Héraldique
| Armes de Beautot | Les armes de la commune de Beautot se blasonnent ainsi : D'argent au sautoir de gueules chargé de deux léopards d'or, armés et lampassés d'azur, et passés en sautoir, cantonné de quatre épis de blé feuillés de deux pièces de sinople. Les deux léopards d'or sur champ de gueules rappellent les armes de la Normandie. |

### Personnalités liées à la commune
Nicolas-Philibert Le Chandelier de Pierreville, chef chouan de la Mayenne, né à Beautot en 1771.